# Musca
Musca е род мухи от семейство Същински мухи (Muscidae).

## Видове
Род Musca
- Вид Musca albina Wiedemann, 1830
- Вид Musca amita Hennig, 1964
- Вид Musca autumnalis De Geer, 1776
- Вид Musca biseta Hough, 1898
- Вид Musca crassirostris Stein, 1903
- Вид Musca domestica Linnaeus, 1758
- Вид Musca larvipara Porchinskiy, 1910
- Вид Musca lucidula (Loew, 1856)
- Вид Musca osiris Wiedemann, 1830
- Вид Musca sorbens Wiedemann, 1830
- Вид Musca tempestiva Fallén, 1817
- Вид Musca vitripennis Meigen, 1826
- Вид Musca vetustissima Walker, 1849